# Pinkin de Corozal 2024
Questa voce raccoglie le informazioni riguardanti le Pinkin de Corozal nella stagione 2024.

## Stagione
Le Pinkin de Corozal disputano la Liga de Voleibol Superior Femenino, classificandosi al secondo posto al termine della regular season: accedono direttamente alle semifinale, dove vengono sconfitte dalle Atenienses de Manatí.

## Organigramma societario
Area direttiva
- Presidente: Lilibeth Rojas

Area tecnica
- Allenatore: Alfredo Vázquez
- Assistente allenatore: Pablo Guzmán[3]

## Rosa
| N° | Nome               | Ruolo | Data di nascita   | Nazionalità sportiva |
| -- | ------------------ | ----- | ----------------- | -------------------- |
| 1  | Daly Santana       | S     | 19 febbraio 1995  | Porto Rico           |
| 2  | Isabella Bergmark  | C     | 5 settembre 2000  | Stati Uniti          |
| 3  | Alexandra Rivera   | L     | 18 febbraio 1993  | Porto Rico           |
| 4  | Jennymar Santiago  | P     | 28 luglio 1994    | Porto Rico           |
| 5  | Adriana Rodríguez  | C     | 25 maggio 2002    | Porto Rico           |
| 6  | Yanlis Féliz       | O     | 6 giugno 2000     | Rep. Dominicana      |
| 9  | Karelys Otero      | L     | 17 settembre 1999 | Porto Rico           |
| 10 | Seliann Concepción | S     | 2 febbraio 2000   | Porto Rico           |
| 12 | Julianna Askew     | P     | 23 agosto 2001    | Porto Rico           |
| 13 | Saraí Álvarez      | O     | 3 aprile 1986     | Porto Rico           |
| 14 | Kendra Rosario     | S     | 28 settembre 2000 | Porto Rico           |
| 15 | Payton Caffrey     | S     | 1º settembre 1998 | Stati Uniti          |
| 16 | Paola Santiago     | S     | 17 febbraio 2000  | Porto Rico           |
| 17 | Génesis Castillo   | C     | 7 marzo 1994      | Porto Rico           |
| 18 | Gabrielle Blossom  | P     | 4 agosto 1999     | Stati Uniti          |
| 19 | Emma Clothier      | C     | 19 gennaio 2001   | Stati Uniti          |

## Mercato
| Acquisti                               | Acquisti           | Acquisti      | Acquisti   |
| R.                                     | Nome               | da            | Modalità   |
| -------------------------------------- | ------------------ | ------------- | ---------- |
| O                                      | Saraí Álvarez      | -             | definitivo |
| P                                      | Julianna Askew     | East Carolina | definitivo |
| C                                      | Isabella Bergmark  | Texas         | definitivo |
| C                                      | Emma Clothier      | Florida State | definitivo |
| S                                      | Seliann Concepción | -             | definitivo |
| O                                      | Yanlis Féliz       | Chicago State | definitivo |
| S                                      | Kendra Rosario     | -             | definitivo |
| Trasferimenti nel corso della stagione |                    |               |            |
| P                                      | Gabrielle Blossom  | Columbus Fury | definitivo |
| S                                      | Payton Caffrey     | PTT           | definitivo |
| S                                      | Daly Santana       | PFU BlueCats  | definitivo |
| S                                      | Paola Santiago     | Melendugno    | definitivo |

| Cessioni                               | Cessioni             | Cessioni             | Cessioni   |
| R.                                     | Nome                 | a                    | Modalità   |
| -------------------------------------- | -------------------- | -------------------- | ---------- |
| O                                      | Brittany Abercrombie | IBK Altos            | definitivo |
| O                                      | Norian Ceballos      | Mets de Guaynabo     | definitivo |
| P                                      | Victoria Dilfer      | Atlanta Vibe         | definitivo |
| P                                      | Alexis González      | -                    | ritirata   |
| S                                      | Ivania Ortiz         | Columbus Fury        | definitivo |
| S                                      | Adanna Rollins       | Changas de Naranjito | definitivo |
| S                                      | Paola Santiago       | Melendugno           | definitivo |
| S                                      | Andrea Serra         | Changas de Naranjito | definitivo |
| C                                      | Ronika Stone         | San Diego Mojo       | definitivo |
| Trasferimenti nel corso della stagione |                      |                      |            |
| C                                      | Emma Clothier        | -                    | svincolata |

## Risultati

### LVSF

#### Regular season
| 19 gennaio 2024 Cancha José "Pepin" Cestero, Bayamón  | Pinkin de Corozal       | 0 - 3 | Criollas de Caguas      | 19-25, 21-25, 22-25               |
| 24 gennaio 2024 Coliseo Rafael Amalbert, Juncos       | Valencianas de Juncos   | 3 - 2 | Pinkin de Corozal       | 25-23, 22-25, 25-22, 16-25, 17-15 |
| 26 gennaio 2024 Cancha José "Pepin" Cestero, Bayamón  | Pinkin de Corozal       | 3 - 0 | Atenienses de Manatí    | 25-16, 25-22, 25-14               |
| 27 gennaio 2024 Coliseo Gelito Ortega, Naranjito      | Changas de Naranjito    | 2 - 3 | Pinkin de Corozal       | 25-19, 25-22, 28-30, 22-25, 10-15 |
| 30 gennaio 2024 Cancha José "Pepin" Cestero, Bayamón  | Pinkin de Corozal       | 3 - 1 | Mets de Guaynabo        | 25-23, 25-18, 14-25, 25-17        |
| 1º febbraio 2024 Cancha José "Pepin" Cestero, Bayamón | Pinkin de Corozal       | 1 - 3 | Cangrejeras de Santurce | 19-25, 25-19, 22-25, 25-27        |
| 3 febbraio 2024 Coliseo Roger L. Mendoza, Caguas      | Criollas de Caguas      | 2 - 3 | Pinkin de Corozal       | 22-25, 25-15, 23-25, 25-19, 9-15  |
| 9 febbraio 2024 Coliseo Juan Aubín Cruz Abreu, Manatí | Atenienses de Manatí    | 3 - 1 | Pinkin de Corozal       | 26-24, 25-20, 22-25, 25-21        |
| 10 febbraio 2024 Cancha José "Pepin" Cestero, Bayamón | Pinkin de Corozal       | 3 - 2 | Changas de Naranjito    | 22-25, 25-19, 25-18, 18-25, 15-9  |
| 13 febbraio 2024 Coliseo Mario Morales, Guaynabo      | Mets de Guaynabo        | 0 - 3 | Pinkin de Corozal       | 22-25, 22-25, 21-25               |
| 15 febbraio 2024 Cancha José "Pepin" Cestero, Bayamón | Pinkin de Corozal       | 2 - 3 | Cangrejeras de Santurce | 17-25, 25-20, 23-25, 26-24, 10-15 |
| 17 febbraio 2024 Coliseo Roger L. Mendoza, Caguas     | Criollas de Caguas      | 3 - 0 | Pinkin de Corozal       | 25-21, 25-21, 25-19               |
| 21 febbraio 2024 Coliseo Rafael Amalbert, Juncos      | Valencianas de Juncos   | 2 - 3 | Pinkin de Corozal       | 25-16, 19-25, 25-23, 16-25, 12-15 |
| 23 febbraio 2024 Cancha José "Pepin" Cestero, Bayamón | Pinkin de Corozal       | 3 - 1 | Atenienses de Manatí    | 27-29, 25-16, 28-26, 25-22        |
| 25 febbraio 2024 Coliseo Gelito Ortega, Naranjito     | Changas de Naranjito    | 2 - 3 | Pinkin de Corozal       | 22-25, 25-21, 26-24, 23-25, 14-16 |
| 27 febbraio 2024 Cancha José "Pepin" Cestero, Bayamón | Pinkin de Corozal       | 3 - 2 | Mets de Guaynabo        | 25-19, 20-25, 25-19, 21-25, 15-9  |
| 29 febbraio 2024 Coliseo Roberto Clemente, San Juan   | Cangrejeras de Santurce | 3 - 1 | Pinkin de Corozal       | 27-25, 19-25, 25-14, 25-13        |
| 2 marzo 2024 Cancha José "Pepin" Cestero, Bayamón     | Pinkin de Corozal       | 3 - 1 | Criollas de Caguas      | 18-25, 25-23, 25-14, 25-17        |
| 6 marzo 2024 Cancha José "Pepin" Cestero, Bayamón     | Pinkin de Corozal       | 3 - 1 | Valencianas de Juncos   | 25-20, 23-25, 25-15, 25-16        |
| 8 marzo 2024 Coliseo Juan Aubín Cruz Abreu, Manatí    | Atenienses de Manatí    | 2 - 3 | Pinkin de Corozal       | 17-25, 27-25, 21-25, 25-21, 12-15 |
| 10 marzo 2024 Cancha José "Pepin" Cestero, Bayamón    | Pinkin de Corozal       | 2 - 3 | Changas de Naranjito    | 24-26, 32-30, 25-13, 17-25, 10-15 |
| 12 marzo 2024 Coliseo Mario Morales, Guaynabo         | Mets de Guaynabo        | 3 - 2 | Pinkin de Corozal       | 27-25, 25-23, 20-25, 21-25, 15-9  |
| 14 marzo 2024 Coliseo Roberto Clemente, San Juan      | Cangrejeras de Santurce | 3 - 1 | Pinkin de Corozal       | 29-27, 25-17, 21-25, 25-16        |
| 19 marzo 2024 Cancha José "Pepin" Cestero, Bayamón    | Pinkin de Corozal       | 3 - 0 | Valencianas de Juncos   | 25-18, 25-20, 25-13               |

#### Play-off
| Semifinali (gara 1) - 3 aprile 2024 Coliseo Carmen Zoraida Figueroa, Corozal  | Pinkin de Corozal    | 3 - 2 | Atenienses de Manatí | 25-21, 15-25, 25-23, 17-25, 16-14 |
| Semifinali (gara 2) - 4 aprile 2024 Coliseo Juan Aubín Cruz Abreu, Manatí     | Atenienses de Manatí | 3 - 1 | Pinkin de Corozal    | 25-22, 25-16, 14-25, 25-22        |
| Semifinali (gara 3) - 6 aprile 2024 Coliseo Carmen Zoraida Figueroa, Corozal  | Pinkin de Corozal    | 1 - 3 | Atenienses de Manatí | 19-25, 29-27, 19-25, 21-25        |
| Semifinali (gara 4) - 8 aprile 2024 Coliseo Juan Aubín Cruz Abreu, Manatí     | Atenienses de Manatí | 3 - 2 | Pinkin de Corozal    | 22-25, 25-17, 23-25, 25-23, 15-12 |
| Semifinali (gara 5) - 10 aprile 2024 Coliseo Carmen Zoraida Figueroa, Corozal | Pinkin de Corozal    | 0 - 3 | Atenienses de Manatí | 16-25, 23-25, 17-25               |

## Statistiche

### Statistiche di squadra
| Competizione | Punti | In casa | In casa | In casa | In trasferta | In trasferta | In trasferta | Totale | Totale | Totale |
| Competizione | Punti | G       | V       | P       | G            | V            | P            | G      | V      | P      |
| ------------ | ----- | ------- | ------- | ------- | ------------ | ------------ | ------------ | ------ | ------ | ------ |
| LVSF         | 39    | 15      | 9       | 6       | 14           | 6            | 8            | 29     | 15     | 14     |
| Totale       | -     | 15      | 9       | 6       | 14           | 6            | 8            | 29     | 15     | 14     |

G = partite giocate; V = partite vinte; P = partite perse

### Statistiche dei giocatori
Dati non disponibili.